# Джовани Мосути
Вижте пояснителната страница за други личности с името Джовани.
Джовани Мосути e италианския архитект, работил във Велико Търново в края на XIX и началото на XX век като градски архитект.

## Биография
Няма данни за живота на Джовани Мосути (изписван и Мусути) преди да се установи в България.
През 1883 г. в Търново е издигнат паметник на загиналите за българската свобода през 1876 г. Поради това, че паметникът е издигнат на мястото, където въстаниците са обесени, той е известен също като паметник на обесените. Идеята за изграждане на паметника се заражда в първите години след Освобождението. Паметникът във формата на четиристенна пирамида, завършваща с каменен кръст, е изграден по проект на архитект Джовани Мосути. Композицията е изработена от бял арбанашки камък. Джовани Мосути по това време е градски архитект.
С цел да се осигури по-кратък път между Търново и бъдещата гара, през 1892 г. започва строежът на мост на река Янтра. Мостът е известен като Стамболов мост. Горната конструкция на моста от стомана и бетон е била проектирана от Джовани Мосути. Изпълнението е възложено на българския майстор Стоян Герганов. Мостът е пуснат в експлоатация през 1900 г. с откриване на железопътната гара.
През 90-те години на XIX век в чест на загиналите въстаници от четата на поп Харитон в Дряновския манастир със средства на областния съвет в Търново е изграден паметник мавзолей, композиран от параклис с костохранилище и пирамидален постамент със статуя, която символизира въстаник. Проектът бил изработен през 1890 г. от архитект Мосути. Полагането на основния камък става на 8 май 1895 г., а тържественото му откриване – на 4 май 1897 г. от търновския митрополит Климент. Скулптурната фигура е изработена в Рим от италианския скулптор Лука Арджини.
През 1904 г. със средства, осигурени от никополския епископ Хенрих (Анри) Дулсе, в село Гостиля, заселено от завърнали се в България банатски българи, е издигната църквата „Пресвето Сърце Исусово“. Храмът е проектиран от Джовани Мосути.

## Творчество
Следи от неговото творчество има на няколко места в Северна България.
- Паметник на обесените в Търново (1883)
- Стамболов мост в Търново (1892)
- Паметник–костница в Дряновския манастир (1895)
- Католическа църква „Пресвето сърце Исусово“ в село Гостиля, община Долна Митрополия, област Плевен (1904)

- Паметник на обесените във Велико Търново
- Стамболов мост във Велико Търново
- Паметник костница в Дряновския манастир
- Църква „ Пресвето сърце Исусово“ в село Гостиля